# Massacro di Mercaz HaRav
Il massacro di Mercaz HaRav, o sparatoria di Mercaz HaRav, fu una strage e massacro scolastico avvenuta il 6 marzo 2008, in cui un uomo palestinese armato sparò a più studenti della yeshivah Mercaz HaRav, una scuola religiosa a Gerusalemme, dopo di che l'uomo armato venne ucciso. 8 studenti (di età compresa tra 15 e 26 anni) e l'attentatore furono uccisi. Altri 11 furono feriti, 5 dei quali in condizioni da gravi a critiche.
L'attentato iniziò alle 20:30 locali e si concluse 16 minuti dopo. L'attentatore venne fermato dallo studente del Mercaz HaRav Yitzhak Dadon e dal capitano delle forze di difesa israeliane fuori servizio David Shapira, che lo uccise.
L'attentato venne lodato da Hamas e, secondo un successivo sondaggio, fu sostenuto dall'84% della popolazione palestinese, il risultato più alto di sostegno alla violenza e al terrorismo palestinese in 15 anni. L'attentato venne condannato in dichiarazioni ufficiali da vari Paesi del mondo.

## La strage
L'aggressore, Alaa Abu Dheim, 26 anni, proveniente dal quartiere arabo di Jabel Mukaber a Gerusalemme Est, che, secondo la sua famiglia, lavorava come autista per una società privata che effettuava consegne alla yeshivah, entrò nell'edificio portando una scatola che nascondeva un AKM insieme a diversi caricatori, che in seguito spararono fino a 500-600 colpi.
Dheim entrò nel cortile della yeshivah dall'ingresso principale, posò la scatola, tirò fuori l'arma e aprì il fuoco su un gruppo di studenti della scuola superiore della yeshivah Yashlatz e Mercaz HaRav che si trovavano all'ingresso, uccidendone 3. Poi entrò nella biblioteca della yeshivah e sparò agli studenti, uccidendone 5 e ferendone 9, 3 dei quali gravemente. 17 studenti riuscirono a fuggire in un'aula adiacente ed a bloccare la porta con un pesante tavolo.
10 minuti dopo l'inizio della sparatoria arrivarono sul posto 2 agenti di polizia, un uomo e una donna. La poliziotta fermò un vicino autobus passeggeri e ne impedì l'avvicinamento, mentre il poliziotto entrò nel cortile con un fucile. Dheim lo notò attraverso la porta vetrata della biblioteca della yeshivah e gli sparò, ma l'ufficiale, non conoscendo la fonte precisa dell'incendio e temendo di ferire degli innocenti, non rispose al fuoco e si mise al riparo. Subito dopo l'arrivo della polizia, sul posto arrivò il capitano David Shapira, diplomato della yeshivah e ufficiale delle forze di difesa israeliane che viveva nelle vicinanze ma non era in servizio in quel momento, con il suo M16, mentre Yitzhak Dadon, uno studente della yeshiva che aveva una pistola, si posizionò sul tetto di un edificio vicino. L'ufficiale di polizia nel cortile avvertì Shapira di non entrare, ma Shapira lo ignorò ed entrò nell'edificio vicino alla porta della biblioteca e si posizionò in un corridoio vicino. 16 minuti dopo l'inizio della sparatoria, Dheim uscì dalla biblioteca e Dadon e Shapira aprirono il fuoco, uccidendolo.

### Vittime[11]
- Neria Cohen, 15 anni, di Gerusalemme;
- Segev Pniel Avihail, 15 anni, di Neve Daniel;
- Avraham David Moses, 16 anni, di Efrat;
- Yehonatan Yitzhak Eldar, 16 anni, di Shilo;
- Ro'i Roth, 18 anni, di Elkana;
- Yohai Lipshitz, 18 anni, di Gerusalemme;
- Yonadav Chaim Hirshfeld, 18 anni, di Kokhav HaShahar;
- Doron Mahareta, 26 anni, di Ashdod.

## Il responsabile
L'uomo armato, Alaa Abu Dheim (in arabo: علاء أبو دهيم, in ebraico: עלא אבו-דהיים), residente a Gerusalemme, sarebbe stato, secondo la sua famiglia, un autista che consegnava le merci alla yeshiva.
Abu Dheim, come altri residenti arabi di Gerusalemme Est che scelgono di non avere la cittadinanza israeliana, portava una carta d'identità israeliana che gli garantiva libertà di movimento e di viaggio in tutto Israele. Il 5 gennaio 2009, l'Alta Corte di Giustizia israeliana autorizzò la demolizione della casa della famiglia di Abu Dheim.

### Motivo
Sebbene Abu Dhaim non abbia lasciato alcuna dichiarazione relativa al suo movente, sua sorella, Iman Abu Dhaim, dichiarò all'Associated Press che il fratello sarebbe stato radicalizzato dalla violenza a Gaza nel contesto delle tensioni del conflitto israelo-palestinese e della recente Operazione Inverno caldo.
Secondo il giornalista Ian Black, l'attentato sembrava destinato a indicare che gli attacchi israeliani ai suoi nemici, a Gaza, in Libano o in Siria, non sarebbero rimasti senza risposta. Il seminario sarebbe stato identificato con la guida spirituale del movimento degli insediamenti ebraici in Cisgiordania, e in particolare con Gush Emunim. È possibile che sia stata scelta Gerusalemme poiché non vi erano stati attentati nella città durante il 2007.

### Rivendicazioni di responsabilità
La rete televisiva di Hezbollah Al-Manar riferì che un gruppo che si fa chiamare Brigate dei liberatori della Galilea - i martiri di Imad Mugniyah, avrebbe rivendicato l'attentato, sollevando la possibilità che la sparatoria fosse una rappresaglia per l'assassinio di Imad Mugniyah. Israele aveva precedentemente negato la responsabilità di quell'assassinio.
Hamas elogiò l'attentato, ma non ne rivendicò la responsabilità. Il venerdì seguente una telefonata anonima alla Reuters assunse la responsabilità per conto di Hamas. Tuttavia, Fawzi Barhoum, un alto portavoce di Hamas a Gaza, dichiarò che nessuna dichiarazione militare è ufficiale se non una dichiarazione firmata dall'ala militare di Hamas.

## Reazioni internazionali
Israele, Organizzazione della cooperazione islamica, Stati Uniti, Argentina, Canada, Cina, Slovenia (avendo la presidenza di turno dell'Unione europea), Francia, Germania, Georgia, Irlanda, India, Giappone, Norvegia e Regno Unito condannarono l'attentato. La polizia della Giordania smantellò una tenda a lutto eretta fuori dalla casa dei parenti dell'assassino. Il Consiglio di sicurezza delle Nazioni Unite non condannò l'attentato a causa dell'opposizione della Libia, che voleva collegare la condanna a una risoluzione che chiedeva la censura di Israele per le sue azioni a Gaza la settimana precedente. Il quotidiano dell'Autorità Nazionale Palestinese, Al-Hayat al-Jadida, onorò l'assassino come un "martire".